# Тренчински крај
Тренчински крај (слч. Trenčiansky kraj) је један од 8 словачких крајева, највиших подручних управних јединица у Републици Словачкој. Управно седиште краја је град Тренчин.

## Географија
Тренчински крај се налази на северозападу Словачке.
Граничи:
- на северу је Чешка,
- источно Жилински крај,
- западно Трнавски крај,
- јужно Њитрански и Банскобистрички крај.

## Становништво
| Година:    | 1994.   | 2004.   | 2014.   | 2024.   |
| ---------- | ------- | ------- | ------- | ------- |
| Број људи: | 608 990 | 601 392 | 591 233 | 565 572 |
| Разлика:   |         | -1,24 % | -1,68 % | -4,34 % |

| Година:    | 2023.   | 2024.   |
| ---------- | ------- | ------- |
| Број људи: | 568 102 | 565 572 |
| Разлика:   |         | -0,44 % |

Према подацима о броју становника из 2011. године Тренчински крај је имао 594.328 становника. Словаци чине 91,8% становништва.
| Етнички састав (2011)‍ | Етнички састав (2011)‍ | Етнички састав (2011)‍ | Етнички састав (2011)‍ | Етнички састав (2011)‍ |
| --------------------- | --------------------- | --------------------- | --------------------- | --------------------- |
|                       |                       |                       |                       |                       |
| Словаци               | Словаци               |                       | 0                     | 91,8%                 |
| Чеси                  | Чеси                  |                       | 0                     | 0,7%                  |
| Мађари                | Мађари                |                       | 0                     | 0,1%                  |
| Роми                  | Роми                  |                       | 0                     | 0,1%                  |
| остали, непознато     | остали, непознато     |                       | 0                     | 7,3%                  |

## Окрузи
Састоји се од 9 округа (слч. Okres):
- округ Бановце на Бебрави (слч. Okres Bánovce nad Bebravou)
- округ Илава (слч. Okres Ilava)
- округ Мијава (слч. Okres Myjava)
- округ Ново Место на Ваху (слч. Okres Nové Mesto nad Váhom)
- округ Партизанске (слч. Okres Partizánske)
- округ Повашка Бистрица (слч. Okres Považská Bystrica)
- округ Прјевидза (слч. Okres Prievidza)
- округ Пухов (слч. Okres Púchov)
- округ Тренчин (слч. Okres Trenčín)

## Градови и насеља
У Тренчинском крају се налази 18 градова и 258 насељених места. Највећи градови на подручју краја су:
- Тренчин - 55.832 становника
- Прјевидза - 48.866 становника
- Повашка Бистрица - 41.153 становника
- Дубњица на Ваху - 25.229 становника
- Партизанске - 24.006 становника
- Ново Место на Ваху - 20.360 становника
- Бановце на Бебрави - 19.503 становника